# Солнечний (Совєтський район)
Со́лнечний (рос. Солнечный, марій. Солнечный) — селище у складі Совєтського району Марій Ел, Росія. Адміністративний центр Солнечного сільського поселення.

## Населення
Населення — 1317 осіб (2010; 1456 у 2002).
Національний склад (станом на 2002 рік):
- марі — 47 %
- росіяни — 43 %